# Automotrice e rimorchiata M-R Piaggio
Le automotrici M 1 ÷ 5 e rimorchiate M 11 ÷ 15 della Ferrovia Casalecchio-Vignola erano una piccola serie di elettromotrici costruite da Piaggio nel 1938.

## Storia
Vennero realizzate cinque coppie motrice (M) + rimorchiata (R), caratterizzate, come gli altri rotabili costruiti dalla Piaggio in quegli anni, della cassa in acciaio inox realizzata su licenza Budd Company.
La coppia M+R offriva un totale di 190 posti, di cui 126 a sedere. Era possibile l'abbinamento di due coppie M+R, realizzando un convoglio di 4 unità. Le motrici avevano un solo, grande pantografo, ed avevano massa di 21,6 t (13 t per le rimorchiate). Erano azionate da una coppia di motori CGE che fornivano un totale di 184 kW. Dei carrelli, di tipo Görlitz, sono uno aveva assi motori. I convogli erano capaci di una velocità di 75 Km/h, anche se quella di esercizio era limitata ai 50 km/h. La lunghezza totale, sia per le M che per le R, era di 16,4 m, e la larghezza di 2,5 m. Le rimorchiate avevano una sola cabina di pilotaggio, le motrici due, così da poter circolare anche disaccoppiate dalla rimorchiata.
Le automotrici restarono in servizio fino al 1967, quando la linea cessò l'esercizio passeggeri.
Nel 1969 i convogli vennero noleggiati alla LFI di Arezzo che poco tempo dopo li acquistò definitivamente, mantenendone le matricole. A causa delle lamentele dei viaggiatori riguardanti gli interni furono ristrutturati nelle officine di Arezzo Pescaiola, equipaggiandoli con nuovi sedili e WC (in origine assenti); furono anche sostituiti i carrelli. L'eccessiva leggerezza delle strutture li rendeva molto fragili meccanicamente: nei primi sette anni di esercizio si dovettero ricostruire i carrelli tre volte. Altre migliorie riguardarono i pantografi, le boccole dei carrelli e le elettrovalvole.
Ritirati dal servizio nel 1983, la motrice M 5 e la rimorchiata R 14 furono recuperate ad uso museale dal Centro Studi e Documentazione sui Trasporti Pubblici nel Territorio Bolognese.